# アンドロメダ…
『アンドロメダ…』（The Andromeda Strain）は、1971年のアメリカ合衆国のSF映画。マイケル・クライトンのSF小説『アンドロメダ病原体』を原作としている。ロバート・ワイズ監督、特撮はダグラス・トランブル。
基本的なストーリーは原作に基づいているが、映画としての演出が全面的に施されている。1972年星雲賞映画演劇部門受賞。

## あらすじ
アメリカ合衆国のニューメキシコ州にある小さな村に、地球を周回していた人工衛星が落下した。軍はそれのビーコンを頼りに回収に向かったが、その村の住民たちは謎の死を遂げており、回収にきた軍の兵士たちも突然死んでしまう。
連絡を受けた政府は直ちに非常体制をとり、ワイルドファイア計画を発動させ、ストーン、ダットン、ホール、レヴィットの4人の科学者を動員して事態の収集に当たることにした。
現地に飛んだストーンとホールは、住民たちの急死は、衛星の中の微生物が住民たちを襲ったためと断定した。実はこの人工衛星は、宇宙空間に漂う未知の微生物の採集を目的としていたのだ。死者の血液を粉末状にするほどに凝固させてしまう微生物の正体は見当もつかなかった。さらに不思議なことに、住民たちの中で酒の好きな老人ジャクソンと、乳飲み児の2人だけが生存していた。
ストーンたちは、衛星と生存者2人を研究所に収容し、“アンドロメダ・ストレイン”と名付けた微生物の正体と鎮圧方法を必死に研究するが、やがてその微生物の変異で研究室も“汚染”されたことから、思わぬ事態が起きる…。

## キャスト
| 役名                       | 俳優                     | 日本語吹替                                 | 日本語吹替           | 日本語吹替 |
| 役名                       | 俳優                     | NETテレビ版                                | ソフト版             |            |
| -------------------------- | ------------------------ | ------------------------------------------ | -------------------- | ---------- |
| ジェレミー・ストーン博士   | アーサー・ヒル           | 家弓家正                                   | 堀勝之祐             |            |
| チャールズ・ダットン博士   | デヴィッド・ウェイン     | 真木恭介                                   | 中庸助               |            |
| マーク・ホール博士         | ジェームズ・オルソン     | 中田浩二                                   | 小室正幸             |            |
| ルース・レヴィット博士     | ケイト・レイド           | 中西妙子                                   | 片岡富枝             |            |
| カレン・アンソン           | ポーラ・ケリー           | 鈴木弘子                                   | 目黒未奈             |            |
| ピーター・ジャクスン       | ジョージ・ミッチェル     | 八奈見乗児                                 | 品川徹               |            |
| アーサー・マンチェック少佐 | ラモン・ビエリ           | 塩見竜介                                   | 島香裕               |            |
| スパークス将軍             | ピーター・ホッブス       | 寺島幹夫                                   | 藤本譲               |            |
| ロバートソン博士           | カーミット・マードック   | 島宇志夫                                   | 園江治               |            |
| グライムズ                 | リチャード・オブライエン | 勝田久                                     | 水野龍司             |            |
| 上院議員                   | エリック・クリスマス     | 緑川稔                                     | 名取幸政             |            |
| ショーン                   | マーク・ジェンキンス     | 野島昭生                                   | 高瀬右光             |            |
| クレイン                   | ピーター・ヘルム         | 若本紀昭                                   | 栗山浩一             |            |
| バーク                     | ジョー・ディ・レーダ     | 細井重之                                   | 田代隆秀             |            |
| カムロー                   | カール・ラインデル       | 村松康雄                                   | 西村知道             |            |
| アリソン                   | スーザン・ブラウン       |                                            | 村竹あおい           |            |
| ダットン夫人               | フランシス・リード       |                                            | 大橋世津             |            |
| その他                     |                          | 野田圭一 沢田敏子 浅井淑子                 | 吉田浩二 細野雅世    |            |
|                            |                          |                                            |                      |            |
| 演出                       |                          | 左近允洋                                   | 清水洋史             |            |
| 翻訳                       |                          | 進藤光太                                   | 埜畑みづき           |            |
| 調整                       |                          | 栗林秀年                                   | オムニバス・ジャパン |            |
| 効果                       |                          | 赤塚不二夫 安藤茂樹 平富士男               |                      |            |
| 制作                       |                          | グロービジョン                             | 東北新社             |            |
| 初回放送                   |                          | 1974年10月6日 『日曜洋画劇場』 21:00-23:15 |                      |            |

※2021年11月10日発売の「ユニバーサル 思い出の復刻版 ブルーレイ」には、ソフト版とテレビ朝日版の両方の吹き替えを収録。

## メディア
- マイケル・クライトン『アンドロメダ病原体』 浅倉久志訳、ハヤカワ文庫SF、1976年 ISBN 4150102082
- 映画『アンドロメダ…』
  - VHS版 130分 字幕スーパー MONO UHF0136 発売元=CIC・ビクタービデオ 1986年 （JANやISBNはない）
  - レーザーディスク版 PILF-1658